# Apatesieae
Apatesieae es una tribu de plantas suculentas perteneciente a la familia Aizoaceae, tiene los siguientes géneros:

## Géneros
- Apatesia
- Carpanthea
- Caryotophora
- Conicosia
- Hymenogyne
- Saphesia
- Skiatophytum